# أنطونيو بينهو
أنطونيو بينهو (بالبرتغالية: António Pinho‏) (25 فبراير 1899 بالبرتغال - ) هو لاعب كرة قدم برتغالي في مركز الدفاع. شارك مع منتخب البرتغال لكرة القدم. أما مع النوادي، فقد لعب مع نادي بنفيكا وأتلتيكو كاسا بيا.

## وصلات خارجية
- أنطونيو بينهو على موقع قاعدة بيانات كرة القدم.إي يو (الإنجليزية)
- أنطونيو بينهو على موقع عالم كرة القدم.نت (الإنجليزية)